# 都橋
都橋（みやこばし）は、神奈川県横浜市中区の大岡川に架かる橋である。南西から北東に流れる大岡川と、吉田町通り（横浜道）が交わり、左岸（北西側）は野毛町、右岸は吉田町および福富町西通となる。本橋上流側には並行して水管橋が架かっている。

## 歴史
初代の橋は幕末の1859年（安政6年）、欧米に開港された横浜港と東海道を結ぶ横浜道の一部としてに架けられた。当時は「野毛橋」と呼ばれる木造橋であった。1868年（明治元年）5月8日に大雨で流失。この時に、橋の下に船を通せるよう半円形の反りを持たせた木造橋に架け替えられた。1872年（明治5年）には、増加する馬車の往来に耐えられるよう、幅の広い橋に架け替えられた。この時に橋の位置を上手に5mほど移され、橋台を新製した。旧野毛橋の廃材は、上流の栄橋（黄金町駅近く）に転用された。近くに柳橋と桜橋があり、『古今和歌集』の「見渡せば柳桜をこきまぜて都ぞ春の錦なりける」の歌から「都橋」に名を改めたのもこの時である。
1882年（明治15年）には吉田橋に次いで鉄製ボーストリングトラス橋に架け替えられた。『明治工業史』の中で「比類なき出来栄え」と称賛され、長者橋とともに横浜中心街や横浜駅（現在の桜木町駅）などを結ぶ要路としての役割を果たしたが、1923年（大正12年）に関東大震災で崩落した。1928年（昭和3年）に震災復興事業として架け替えられ、1983年（昭和58年）に改築されて、現在の姿になる。

## 周辺

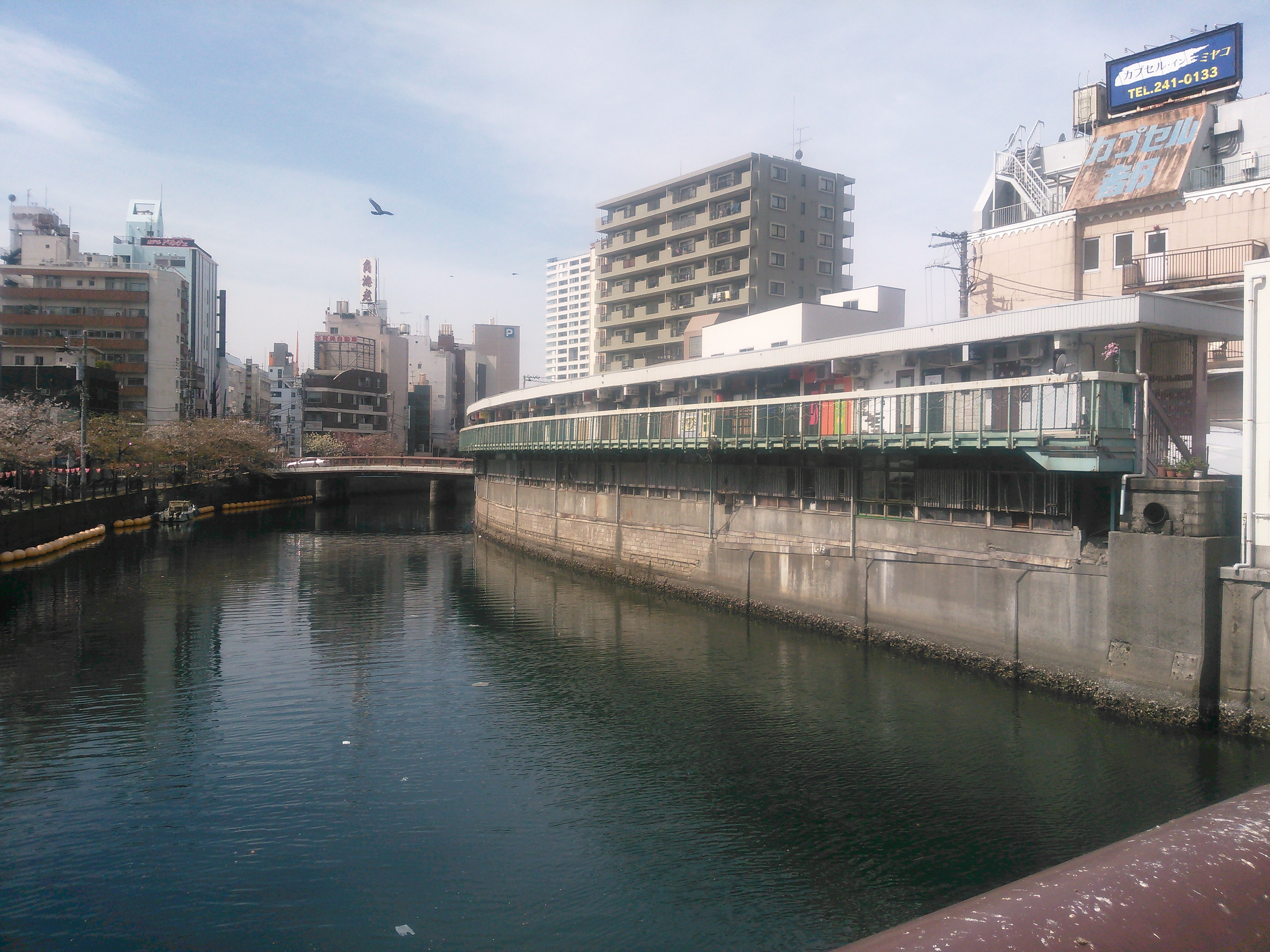
野毛都橋商店街ビル（奥は宮川橋）

歓楽街に囲まれ、周辺には飲食店が多く立ち並んでいるが、マンションも増えている。南側の福富町西公園の地下は駐車場が設置されている。
都橋の名がついた施設としては、都橋交番のほか、後述する野毛都橋商店街ビルがある。

### 野毛都橋商店街ビル
通称ハーモニカ横丁。地上2階、地下1階で、上流の宮川橋との間の野毛側に、大岡川の緩いカーブに沿って長さ約90メートルにわたって建てられている。1964年東京オリンピック開催時に野毛本通り沿いの露店や屋台を集めて入居させた、以前は時計店や靴店などの小売店も入居していたが、現在ではほとんどがバーや焼き鳥店などの飲食店で占められている。2023年時点では約60店が営業しており、常連客のほか、特異な外観や昭和レトロの雰囲気を目当て遠方から来店する客もいる。